# Walery Gostomski

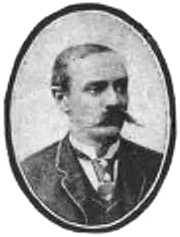

Walery Gostomski (ur. 9 grudnia 1854 w Borucinie koło Nieszawy, zm. 30 stycznia 1915 w Wiedniu) – polski historyk literatury, krytyk literacki, członek Towarzystwa Naukowego Warszawskiego.

## Życiorys
Był synem Adama (dziedzica Borucina koło Nieszawy) i Eufemii z Ossowskich. Kształcił się w gimnazjach realnych we Włocławku i Warszawie (do 1872), następnie studiował filologię na uniwersytecie w Petersburgu i mechanikę na politechnice w Rydze (1872–1877). Podczas studiów został przyjęty do korporacji akademickiej Arkonia. Po studiach przez trzy lata prowadził w dobrach rodzinnych gospodarstwo rolne; później pracował jako nauczyciel języka polskiego w prywatnych szkołach w Rydze (1880–1893) i Warszawie (1893–1908). W 1908 został członkiem rzeczywistym Towarzystwa Naukowego Warszawskiego. Po wybuchu I wojny światowej przebywał początkowo w Kieleckiem, następnie kolejno w Zakopanem, Krakowie, wreszcie w Wiedniu, gdzie zmarł.
Jako badacz zajmował się historią literatury polskiego romantyzmu i pozytywizmu, historią literatury powszechnej, komparatystyką; był również krytykiem literackim i publicystą. Współpracował ze środowiskami katolickimi, w ideologii Kościoła katolickiego widział postęp filozofii i estetyki; w modernizmie odnajdywał świeży prąd życia religijnego. W publicystyce zajmował się problematyką społeczno-narodową, pod koniec życia zdecydowanie sympatyzując z endecją. Był pionierem badań ideowo-moralnych i estetycznych nad dziełem literackim w ośrodku warszawskim; badał m.in. motywy religijne w lirykach Mickiewicza. Dokonał analizy literackiej Wesela Wyspiańskiego, Ślubów panieńskich Fredry, Krzyżaków Sienkiewicza, zajmował się też Boską Komedią Dantego, Faustem Goethego, twórczością Lwa Tołstoja, Nietzschego, D’Annunzio. Interesował się wpływami muzyki van Beethovena i Wagnera na literaturę.
Jego najważniejszym dziełem była 2-tomowa Historya literatury powszechnej w zarysie (1898). Ogłosił ponadto m.in.:
- Pierwsza część „Fausta” (1886)
- Psychologiczna geneza „Pana Tadeusza” (1890)[3]
- Arcydzieło poezji polskiej, Adama Mickiewicza „Pan Tadeusz” (1894)[4]
- „Krzyżacy” Sienkiewicza (1901)
- Liryka nasza ostatniej doby (1901)
- Tragiczności w życiu i poezyi (1904)
- Z przeszłości i teraźniejszości (1904)[5]
- Arcytwór dramatyczny Wyspiańskiego „Wesele” (1908)[6]
- Praca u podstaw w powieściach Orzeszkowej (1910)[7]

Ponadto opublikował przekłady Z życia i sztuki Ernesta Hello (1901), Filozofia moralna Victora Cathreina (1904–1905), Apologia chrześcijaństwa Paula Schanza (1905–1906).